# سولنيات
السَّوْلَنِيَّات هي فصيلة من الرخويات البحرية ذوات الصدفتين. أشهر أجناسه سولن.